# Lema da União Europeia
A divisa da União Europeia, em latim: "In varietate concordia" (em português: "Unida na Diversidade".), relembra a forma como os europeus uniram os seus esforços em prol da paz e da prosperidade, sem descuidarem as variadas culturas, tradições e línguas que distinguem a Europa.
O lema começou a ser utilizado no ano 2000 e foi oficialmente proclamado a 4 de maio de 2002, no Parlamento Europeu.
| “ | In varietate concordia | ” |

## Traduções de "Unida na diversidade"
O lema, "In varietate concordia", nas vinte e quatro línguas oficiais:
- alemão: In Vielfalt geeint
- búlgaro: Единни в многообразието
- checo: Jednotná v rozmanitosti
- croata: Ujedinjeni u različitosti
- dinamarquês: Forenet i mangfoldighed
- eslovaco: Jednotná v rozmanitosti
- esloveno: Združeni v raznolikosti
- espanhol: Unidos en la diversidad
- estónio: Ühinenud mitmekesisuses
- finlandês: Erilaisuudessaan yhdistynyt
- francês: Unie dans la diversité
- grego: Ενότητα στην πολυμορφία
- húngaro: Egység a sokféleségben
- inglês: Unity in diversity
- irlandês: Aontaithe in ilíocht
- italiano: Unità nella diversità
- letão: Vienotība dažādībā
- lituano: Vienybė įvairialypiškume
- maltês: Maqgħudin fid-Diversità
- neerlandês: In verscheidenheid verenigd
- polaco: Jedność w różnorodności
- português: Unida na diversidade
- romeno: Unitate în diversitate
- sueco: Förenade i mångfalden

### Nas línguas dos países oficialmente candidatos
- macedónio: Единство во различноста
- turco: Çoklukta birlik